# Сент-Леджер, Томас
Томас Сент-Леджер или Томас Сен-Леже (англ. Thomas St. Leger; приблизительно 1440 — 8 ноября 1483, Эксетер, Девоншир, Королевство Англия) — английский рыцарь, второй муж Анны Йоркской (сестры королей Эдуарда IV и Ричарда III), рыцарь Бани. Участвовал в войнах Алой и Белой розы на стороне Йоркской династии. В 1483 году примкнул к мятежу Генри Стаффорда, 2-го герцога Бекингема, в пользу Генри Ричмонда (впоследствии короля Генриха VII), потерпел поражение и был казнён.

## Биография
Томас Сент-Леджер принадлежал к рыцарскому роду, владевшему землями в Кенте, на крайнем юго-востоке Англии. Он стал одним из четырёх сыновей Джона Сент-Леджера (шерифа Кента в 1430 году) и Марджори Донет; семейные владения после смерти отца в 1441 году перешли к старшему сыну, Ральфу. Рождение Томаса историки датируют приблизительно 1440 годом. Сент-Леджер верно служил королю Эдуарду IV в течение всего его правления: в частности, сражался при Барнете и Тьюксбери (1471 год), участвовал в заключении перемирия с королём Франции Людовиком XI в 1475 году. За свои заслуги он получил от Эдуарда ещё в начале 1460-х годов восемь маноров, был посвящён в рыцари Бани, а Людовик пожаловал ему ежегодную пенсию. В 1465 году Томас участвовал в какой-то стычке в Вестминстерском дворце и был приговорён за это к отсечению руки, но успел скрыться, а Эдуард его вскоре помиловал.
В какой-то момент Сент-Леджер, по-видимому, стал любовником сестры короля Анны Йоркской — жены Генри Холланда, 3-го герцога Эксетера. Супруги с 1464 года жили раздельно, а в 1472 году развелись. В 1474 году сэр Томас женился на Анне; последняя умерла уже через два года, но Сент-Леджер сохранил близкие отношения со своим шурином, королём Англии. Он служил королевским контролёром на монетном дворе, а его единственную дочь Анну парламент объявил единственной наследницей всех владений герцога Эксетера (1483).
Эдуард IV внезапно умер 9 апреля 1483 года. Его брат Ричард отстранил от власти племянника и завладел короной. Известно, что Сент-Леджер присутствовал при коронации Ричарда III и получил от нового монарха ценные подарки, но вскоре его отношения с короной испортились. Сэр Томас потерял свои должности, опека над его дочерью и богатыми владениями герцогов Эксетерских перешла к Генри Стаффорду, 2-му герцогу Бекингему; со своей стороны Сент-Леджер явно был огорчён тем, что племянник его жены потерял престол. В итоге осенью того же года сэр Томас поддержал Бекингема, поднявшего мятеж и предложившего корону Генри Ричмонду, племяннику последнего ланкастерского короля Генриха VI. Из-за цепи случайностей восстание потерпело полную неудачу. Сент-Леджер был арестован в Эксетере и вскоре обезглавлен в том же городе. По словам кройлендского хрониста, за его жизнь предлагались большие деньги, но это не помешало казни.

## Потомки
Единственная дочь Томаса Сент-Леджера Анна (около 1476 — 21 апреля 1526) стала женой Джорджа Меннерса, 11-го барона де Роса. Её потомки благодаря своему происхождению от Ричарда Йоркского носили титул графа, а потом герцога Ратленда.